# Lyman (Nebraska)
Lyman – wieś w Stanach Zjednoczonych, w stanie Nebraska, w hrabstwie Scotts Bluff.